# Piskî, Burîn
Piskî (în ucraineană Піски) este localitatea de reședință a comunei Piskî din raionul Burîn, regiunea Sumî, Ucraina.

## Demografie
Componența lingvistică a localității Piskî
     Ucraineană (98,49%)
     Rusă (1,34%)
     Alte limbi (0,17%)
Conform recensământului din 2001, majoritatea populației localității Piskî era vorbitoare de ucraineană (98,49%), existând în minoritate și vorbitori de rusă (1,34%).